# إد موران
إد موران (بالإنجليزية: Ed Moran)‏ هو عداء مسافات طويلة أمريكي، ولد في 27 مايو 1981 في دايتون في الولايات المتحدة.

## وصلات خارجية
- إد موران على موقع الاتحاد الدولي لألعاب القوى (الإنجليزية)
- إد موران على موقع الدوري الماسي (الإنجليزية)